# Massimo Ficcadenti
Massimo Ficcadenti (sinh ngày 6 tháng 11 năm 1967) là một huấn luyện viên và cựu cầu thủ bóng đá người Ý.